# سینت هلنز (کنتاکی)
سینت هلنز (به انگلیسی: Saint Helens) یک منطقهٔ مسکونی در ایالات متحده آمریکا است که در شهرستان لی، کنتاکی واقع شده‌است. سینت هلنز ۲۲۱٫۹ متر بالاتر از سطح دریا واقع شده‌است.